# Almeidaia aidae
Almeidaia aidae är en fjärilsart som beskrevs av Mielke och Mirna M.Casagrande 1981. Almeidaia aidae ingår i släktet Almeidaia och familjen påfågelsspinnare. Inga underarter finns listade i Catalogue of Life.